# Sissel
Sissel är ett kvinnonamn, en variant av Sissela.

## Personer mewd namnet
- Sissel Kyrkjebø - norsk sångerska, som har skapat
  - Sissel (musikalbum), debutalbum från 1986
- Sissel Marie Rønbeck - norsk politiker
- Sissel Tolaas - norsk konstnär